# Миллер, Рон (автор песен)
Рональд Норман Миллер (англ. Ronald Norman Miller; 5 октября 1932, Чикаго, Иллинойс — 23 июля 2007, Санта-Моника, Калифорния) — американский автор песен и продюсер. Известен по своей работе с лейблом Motown в 1960-х и 1970-х годах. Одной из самых известных песен Миллера является «For Once in My Life», записанная Стиви Уандером и впоследствии ставшая поп-стандартом (была записана различными артистами более 270 раз).